# 1919 في النرويج
فيما يلي قوائم الأحداث التي وقعت خلال عام 1919 في النرويج.

## سياسة

### تعيين في المنصب
- 1 يناير – أوتو باهر هالفورسن عضو برلمان النرويج  [لغات أخرى]‏.
- 1 يناير – أوسكار لودفيغ لارسن عضو برلمان النرويج  [لغات أخرى]‏.
- 1 يناير – أوغست هيرمان هالفورسن نائب عضو برلمان النرويج  [لغات أخرى]‏.
- 1 يناير – أوفه أندرسن عمدة آرندال ‏.
- 1 يناير – أول جون اولسن نائب عضو برلمان النرويج  [لغات أخرى]‏.
- 1 يناير – اينار وانغ عضو برلمان النرويج  [لغات أخرى]‏.
- 1 يناير – إيفار آفاتسمارك عضو برلمان النرويج  [لغات أخرى]‏،وزير الدفاع [الإنجليزية]‏.
- 1 يناير – غونار كنودسن عضو برلمان النرويج  [لغات أخرى]‏،Minister of Finance of Norway ‏.
- 1 يناير – كورنيليوس برنهارد هانسن عضو برلمان النرويج  [لغات أخرى]‏.
- 1 يناير – يوهان نيغورسفول عضو برلمان النرويج  [لغات أخرى]‏.

## رياضة
- 1 يناير – كأس النرويج 1919 الفائز نادي أود.

## مواليد

### يناير
- 1 يناير – إرلينغ إريكسن
- 29 يناير – اينار سفيري بيدرسن

### مارس
- 2 مارس – كارل مورتنسن رُبّان نرويجي.
- 13 مارس – كارل إتش بورش عالم اقتصاد نرويجي.
- 31 مارس – ويلي إيفنسن مُجدّف نرويجي.

### أبريل
- 21 أبريل – كريستيان فوجنر مقاوم نرويجي.
- 25 أبريل – فين هيلجيسين متزلج سريع نرويجي.
- 26 أبريل – جوهانس إيكوف ممثل نرويجي.
- 27 أبريل – فيبيكي إنغلستاد طبيبة نرويجية.

### يونيو
- 3 يونيو – كنوت بينغتسون متسابق يخت نرويجي.

### أغسطس
- 22 أغسطس – كريستيان بيورن متزحلق نرويجي.

### سبتمبر
- 15 سبتمبر – أيلرت داهل

### أكتوبر
- 6 أكتوبر – أسبغورن رود طائر تزلج نرويجي.

### ديسمبر
- 27 ديسمبر – غونار ألف لارسن سياسي نرويجي.

## وفيات

### يناير
- 18 يناير – أكسل سميث (مواليد 1881)

### فبراير
- 26 فبراير – باول ديو (مواليد 1835) مهندس معماري نرويجي.

### مارس
- 18 مارس – بير أولاف اولسن (مواليد 1871) لاعب رماية نرويجي.

### أبريل
- 16 أبريل – أندرس نيكولاي كيار (مواليد 1838) إحصائي نرويجي.

### مايو
- 5 مايو – جوناس داهل (مواليد 1849)

### يونيو
- 12 يونيو – ألف كوليت (مواليد 1844)

### أغسطس
- 20 أغسطس – ثيودور ستانغ (مواليد 1836) مهندس نرويجي.